# Ugo La Rosa
Ugo La Rosa (* 23. Mai 1925 in Palermo) ist ein italienischer Dokumentarfilmer.

## Leben
La Rosa war neben seiner Haupttätigkeit als Journalist, Theaterregisseur und Herausgeber von Büchern (seit 1985; mehrheitlich über seine Heimatregion) für das Kino und das Fernsehen als Regisseur kurzer Dokumentarfilme tätig. Zwischen 1955 und 1992 legte er eine erkleckliche Anzahl mit sozialen, literarischen, künstlerischen, archäologischen und folkloristischen Themen vor. 1967 drehte er einen Spielfilm: I zanzaroni, der in zwei Episoden (eine davon mit den Groteskkomikern Franco & Ciccio) die Geschichte des letzten Puppenspielers und seines einzigen Zuschauers sowie eine Satire auf einen Hahn im Korb schildert.

## Filmografie (Auswahl)
- 1967: I zanzaroni